# Aulacopleura
Aulacopleura — рід трилобітів родини Aulacopleuridae, що існував з середнього ордовика по середній девон (472—385 млн років тому). Викопні рештки представників роду знайдено в Канаді, Гренландії, Австрії, Великій Британії, Італії, Чехії, Німеччини, Австралії та Китаї.

## Опис
Цефалон напівкруглий або напівеліптичний, з прикордонним і предглабельним полем. Глабель коротка, з або без певних очних хребтів, що з'єднують її з очима змінного розміру. Шипи в задніх зовнішніх кутах головного щита присутні, як правило, доходячи до 2-4-го сегмента грудної клітини. Гіпостома не пов'язана з дорсальним щитом цефалона. Цефалон складний, покритий ямочками або має невеликі горбки. Гіпостома не пов'язана з дорсальним щитом цефалона. Груди містять до 22 сегментів. Плевральні кінці зазвичай округлені. Пігідій невеликий, з рівним краєм.